# ملدريد جيلرز
ميلدريد جيلرز (بالألمانية: Mildred Gillars)
ولدت في 29 نوفمبر 1900 وتوفيت في 25 يونيو 1988)، المعروفة أيضاً باسم (Axis Sally) كانت مذيعة أثناء الحرب العالمية الثانية، اشتهرت لعملها ببرامج الدعاية لألمانيا النازية.

## وصلات خارجية
- Axis Sally Broadcast على يوتيوب
- ملدريد جيلرز على موقع فايند أغريف
- Courtroom Battle of World War II (Part 1 of 3). contains information on the careers and fates of some of the Nazi broadcasters and other collaborators.
- Courtroom Battles of World War II (Part 2 of 3).